# Sclerophrys tihamica
Sclerophrys tihamica es una especie de anfibios anuros de la familia Bufonidae.

## Distribución geográfica y hábitat
Es endémica del sudoeste de Arabia Saudita y de Yemen, cerca de la costa del mar Rojo. Su rango altitudinal oscila entre 25 y 400 m s. n. m..